# Naturschutzgebiet Mischwälder südlich des Effenberges
Das Naturschutzgebiet Mischwälder südlich des Effenberges mit einer Größe von 39,7 ha liegt nordwestlich von Hachen im Stadtgebiet von Sundern (Sauerland). Das Gebiet wurde 2019 mit dem Landschaftsplan Sundern durch den Kreistag des Hochsauerlandkreises als Naturschutzgebiet (NSG) ausgewiesen. Das NSG geht an einer Stelle bis an die Stadtgrenze zu Arnsberg. Bei der Neuaufstellung des Landschaftsplans Sundern 2019 wurde das NSG aus dem Naturschutzgebiet Effenberg mit 11,4 ha, dem Naturschutzgebiet Grasberg mit 7,3 ha und Flächen des Landschaftsschutzgebiet Sundern zwischen den beiden Schutzgebieten und südwestlich gelegenen gebildet. Das Landschaftsschutzgebiet Talwiesen nordwestlich der Sauerlandklinik grenzt südlich direkt an.

## Beschreibung
Beim NSG handelt es sich um ein Waldgebiet mit großflächigen alten Buchenbeständen mit Bereichen anderer Baumarten und Felsbereichen.
Der Landschaftsplan führt zum Naturschutzgebiet aus: „Das NSG reicht vom Oberlauf des Asbecker Baches und den an dessen westlichen Talhängen anschließenden Buchenmischwäldern im Westen über die struktur- und artenreichen Buchenwälder an den mäßig steilen bis steilen Hängen des Effenberges bis zu den naturnahen Buchen- und Eichenmischwäldern im Umfeld eines namenlosen Tälchens westlich der Grasberg-Kuppe im Osten. Insgesamt stockt naturnaher Buchenwald mit heterogener Altersstruktur (meist als Hochwald mit bis zu 200-jährigen Buchen) auf den Hängen in unterschiedlich exponierten Lagen des NSG. Viele Bäume erreichen einen großen Durchmesser. Einzelstammweise sind weitere Baumarten beigemischt. Zerstreut treten Buchennaturverjüngungshorste auf. Die Krautschicht ist üppig, tritt häufig in Horsten und Herden auf und erreicht streckenweise hohe Deckungsgrade. Nach Osten zu fehlt sie dagegen zunehmend völlig. Eine Buchennaturverjüngung ist hier ebenfalls weniger entwickelt. Der vergleichsweise große Komplex bodenständiger Laubwälder ist aus verschiedenen, auch mehr oder weniger alt- und totholzreichen Buchenwald-Gesellschaften aufgebaut: Je nach Exposition und geologischem Untergrund geht Hainsimsen-Buchenwald in einen artenreichen Waldmeister- bzw. Perlgras-Buchenwald über. Oft ist der Waldmeister-Buchenwald nur kleinflächig eingesprengt, allgemein sind die Übergänge fließend und von vielfältigen Durchdringungen gekennzeichnet. Nach Osten zu sind den Buchen mehr oder weniger stark Eichen beigemischt. Bedingt durch die kalkhaltigen Standorte für die Region insgesamt in dieser Fläche ungewöhnlich artenreichen Krautschichten der strukturreichen, bodenständigen Buchenwälder mit zahlreichen regional seltenen Pflanzenarten sowie die natürlichen Felsfomationen unterschiedlichster geologischer Provenienz machen die besondere Bedeutung des Gebietes innerhalb des regionalen Biotopverbundes aus. Im Westen wird der Asbecker Bach, nachdem sich das erst enge Kerbtälchen weitet, streckenweise von einem gut ausgebildeten bachbegleitenden Erlenwald gesäumt. Am daran östlich liegenden Effenberg wird der Buchenwald von mehreren acht bis zehn m hohen, steil bis stufig abfallenden Felsklippenkomplexen aus grauen und roten Kramenzel- und Plattenkalken gegliedert. Die Felsklippen zeichnen sich durch einen üppigen farn- und moosreichen Felsbewuchs aus. Auch im Osten des NSG am Nordwestabfall des Grasberg-Plateaus erstrecken sich Felsklippen, hier über ca. 100 m in Nord-Süd-Richtung. Sie bestehen aus rotem und grünem oberdevonischen Cypridinenschiefer an der Grenze zu grauen und roten Kramenzel- und Plattenkalken. Die bis zu 15 m hohen, steil abfallenden Felsen weisen ebenfalls einen farn-, moos- und flechtenreichen Bewuchs auf, mit einem zum Teil dominierenden Efeubestand. Unter den wenigen am Felsen stockenden Bäumen fallen einige Sommerlinden auf. Südlich befinden sich einige weitere nur bis zu 4 m hohe Felsklippen.“

## Schutzzweck
Laut Landschaftsplan erfolgte die Ausweisung zum:
- „Schutz, Erhaltung und Entwicklung eines struktur- und artenreichen Laubwaldkomplexes mit bedeutenden Kalkstandortanteilen, eingesprengten Felsklippen und mit artenreichen Strauch-und Kraut-Pflanzengesellschaften mit z. T. biogeographischer Bedeutung;“
- „Schutz der geowissenschaftlich regional bedeutsamen Felsformationen;“
- „Erhaltung und Optimierung eines heterogenen Waldlebensraumkomplexes und seiner besonderen typischen Tier und Pflanzenwelt.“
- „Das NSG dient auch der nachhaltigen Sicherung von besonders schutzwürdigen Lebensräumen nach § 30 BNatSchG und von Vorkommen seltener Tier- und Pflanzenarten.“[1]

## Fichten im NSG
Abweichend vom Verbot für Waldnaturschutzgebiete im Landschaftsplangebiet „die Wiederaufforstung mit Nadelgehölzen oder anderen, innerhalb des Gebietes auf dem jeweiligen Standort nicht von Natur aus heimischen Baumarten“ ist auf zwei Verbundflächen von 0,59 ha bzw. 0,42 ha im NSG weiterhin Nadelholzanbau mit einem Flächenanteil von maximal 20 % zulässig.